# Francis Sheehy-Skeffington

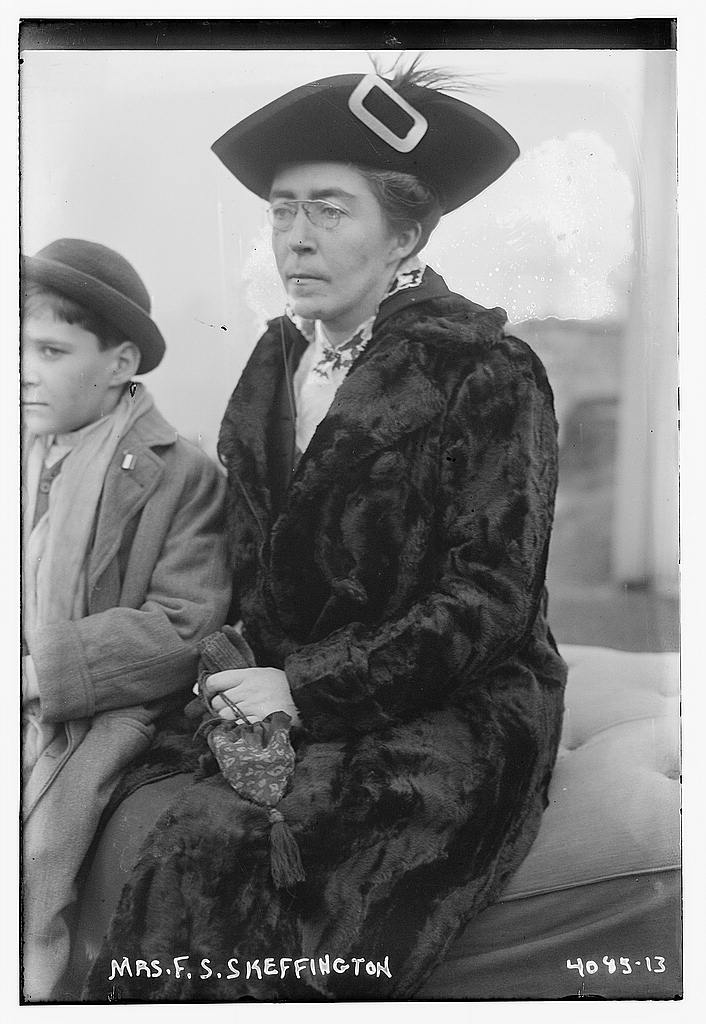
Hanna Sheehy, muller de Francis Skeffington, el 1916

Francis Sheehy-Skeffington, nascut Francis Skeffington (Bailieborough, 23 de desembre de 1878 – Dublín, 26 d'abril de 1916), fou un escriptor i activista irlandès, conegut públicament pel sobrenom "Skeffy". És recordat principalment per haver estat víctima d'un crim de guerra, comès per l'exèrcit britànic, en el transcurs de l'alçament de Pasqua. Era amic i antic company de classe de James Joyce, Oliver St. John Gogarty, Tom Kettle i Frank O'Brien (pare de Conor Cruise O'Brien). Es va casar amb Hanna Sheehy el 1903, cognom del qual va adoptar com a part del propi, formant el definitiu "Sheehy-Skeffington".

## Biografia

### Joventut
Francis Sheehy-Skeffington va néixer a Bailieborough, al comtat de Cavan, essent el fill únic de Joseph Skeffington, inspector d'escola, i Rose Magorian, provinent del comtat de Down. Els seus pares s'havien casat a la capella catòlica de Ballykinler el 1869. Francis, en un principi, va ser educat a casa pel seu pare i, posteriorment, a la comunitat jesuita de St Stephen's Green, a Dublín.
Les simpaties radicals de Francis es van manifestar ben aviat a través d'un gran entusiasme per la llengua esperanto. El 1893, amb només 15 anys, va escriure una carta a un diari local exposant que el "gaèlic" estava irremeiablement mort, i que l'"estudi de l'esperanto seria molt més útil per la joventut d'Irlanda". Posteriorment, Francis podria conversar en aquesta llengua, posseint diversos llibres en esperanto a la seva biblioteca quan va morir. Aquest entusiasme no era inusual, en l'època, entre els cercles d'esquerres, i alguns dels líders de l'alçament de Pasqua, inclòs James Conolly, també eren esperantistes.
El 1896, amb 18 anys, Francis es va matricular a l'University College Dublin, aleshores dirigit pels jesuites i situat a St. Stephen's Green. Els seus companys més propers eren James Joyce i Tom Kettle. Era individualista en composició i amb un temperament poc convencional, lluint bombatxos amb mitjons llargs i renunciant a afaitar-se. Aviat es convertí en un personatge reconegut a la universitat, actiu en societats d'estudis polítics i de debat, entre les quals es trobava la Literary and Historical Society, de la que es convertí en auditor el 1897. També era un defensor ardent dels drets de les dones, lluint una insígnia que deia "Vots per les Dones". A la UCD hi va estar prou temps com per obtenir un títol.

### Carrera i política
Després de graduar-se, Skeffington va treballar com a registrador de la universitat i com a periodista independent, contribuint en diverses publicacions socialistes i pacifistes d'Irlanda, Anglaterra, França i els Estats Units. Era vegetarià i abstemi.
El 26 de juny de 1903 es va casar amb Hanna Sheehy, professora del Rathmines College of Commerce (precursor del Dublin Institute of Technology). Hanna s'hauria de convertir en el principal suport de la seva família, i conjuntament van adoptar el cognom "Sheehy-Skeffington". La família de Hanna era una família agrícola pròspera del comtat de Cork, i el seu pare havia estat membre del parlament pel partit nacionalista, havent estat empresonat no menys de sis vegades per les seves activitats revolucionàries. Conjuntament, Hanna i Francis es van afegir a la Irish Women's Suffrage and Local Government Association, així com a la branca de la Jove Irlanda de la United Irish League (branca, al seu torn, a la zona, del Partit Parlamentari Irlandès). També donaven suport a la Women's Social and Political Union, que pressionava a favor dels drets de les dones al Regne Unit. Poc després de casats, Francis va organitzar un grup de pressió per aconseguir que les dones fossin admeses a la UCD amb els mateixos drets que els homes.
El 1908, Sheehy-Skeffington va publicar una biografia de l'agitador republicà irlandès Michael Davitt. El 1912 va ser cofundador i editor adjunt del The Irish Citizen, un diari publicat per la Irish Women's Franchise League.
El 1909 Francis i Hanna van tenir un fill, Owen. Van ser molt criticats quan van refusar batejar-lo.
En el transcurs del tancament patronal de Dublín de 1913, Francis es va veure involucrat en el Comitè de Pau dels Ciutadans, grup format per diverses persones, entre les quals destacaven els seus amics Thomas MacDonagh i Tom Kettle, i l'objectiu del qual era reconciliar els dos bàndols. Els treballadors eren favorables a negociar, però no així els empresaris, fet que portà a Sheehy-Skeffington a convertir-se en vice-director de l'Exèrcit Ciutadà Irlandès, quan aquest fou fundat a conseqüència del tancament patronal.
Encara el 1913, Francis Sheehy-Skeffington va testificar davant d'un tribunal com a testimoni de l'arrest del líder sindicalista James Larkin, al carrer O'Connell, i el posterior assalt policial contra una multitud pacífica, que havia passat el darrer cap de setmana d'agost d'aquell any. El seu testimoni declarava que es trobava al carrer, amb un grup de dones que traslladaven una persona que ja havia estat assaltada per la policia, quan un membre de la Policia Metropolitana de Dublín va carregar contra ells amb el bastó alçat. Va exposar que només va ser perquè ell mateix va cridar el número de matrícula del policia que aquest va ser dissuadit d'exercir la violència que clarament pretenia utilitzar. Va afegir que, posteriorment, va patir abusos d'un grup de policies, que mostraven clars símptomes d'intoxicació etílica, al pati de la comissaria de policia de College Green, quan hi va anar, més tard, per queixar-se, i que els oficials no tenien cap control sobre el seu comportament.
El 1914, al començar la Primera Guerra Mundial, Sheehy-Skeffington va fer campanya contra el reclutament, motiu pel qual va passar sis mesos a la presó.

### Alçament de Pasqua
Francis Sheehy-Skeffington sempre s'havia mostrat partidari del govern local; després de 1913, en un primer moment va donar suport als més separatistes Voluntaris Irlandesos del seu amic Thomas MacDonagh, precursors de l'Exèrcit Republicà Irlandès. No obstant això, de mica en mica es va tornar més crític amb els Voluntaris, i en una carta oberta a MacDonagh publicada el 1915 en el seu propi diari, el The Irish Citizen, Sheehy-Skeffington va escriure: "Com bé saps, tinc plenes simpaties amb els objectius fonamentals dels Voluntaris Irlandesos ... [tot i així,] tal com creix el teu petit moviment, cap a l'estàtua d'un militarisme fet i dret, la seva escència – preparar-se per matar – cada cop m'és més repel·lent."
Francis i la seva muller, Hanna, van prendre posicions divergents davant de l'alçament de Pasqua: Francis defensava una posició no violenta de desobediència civil, mentre que Hanna va portar menjar als rebels estacionats al General Post Office i al Royal College of Surgeons.
El 24 d'abril de 1916, Francis va sortir per ajudar el primer soldat britànic que havia estat disparat durant l'alçament, Guy Vickery Pinfield. Segons una declaració de la seva dona: "Quan els combats es van iniciar el dilluns de Pasqua, el meu marit estava prop del castell de Dublín. Va saber que un oficial britànic havia estat greument ferit, dessagnant-se a l'empedrat situat davant la porta tancada del castell. El meu marit va convèncer un testimoni perquè l'acompanyés per rescatar-lo. Junts, van córrer per travessar el carrer, sota un infern de trets. Abans que hi arribessin, no obstant, algunes tropes britàniques van sortir per portar al ferit a resguard, creuant la porta."

#### Arrest
En el transcurs de la setmana de l'alçament, Francis estava preocupat pel col·lapse de la llei i l'ordre a les àrees afectades pels combats. El vespre del dimarts, 25 d'abril, va desplaçar-se al centre de la ciutat per assistir a un míting que havia organitzat per formar una milícia de ciutadans, amb l'objectiu de prevenir el saqueig de les botigues afectades. Els Sheehy-Skeffingtons vivien, aleshores, en el número 11 (actualment 21) de Grosvenor Place, a Rathmines, i en el camí de tornada del míting, en el qual hi havien assistit poques persones, Francis va ser seguit per un grup de provocadors que anaven cridant el seu nom, "Skeffy!" Quan s'apropaven al pont de Portobello, la multitud va ser interceptada per membres de l'11è regiment East Surrey, que van arrestar a Sheehy-Skeffington. L'oficial tenia ordres de mantenir la carretera i el pont lliures. Interrogat pels soldats, Sheehy-Skeffington va dir que "no era un Sinn Feiner", tot i que va admetre les seves simpaties per la causa dels insurgents, encara que s'oposava a la violència. En tot cas, va ser retingut com a simpatitzant de l'enemic.
Més tard, aquell mateix vespre, un oficial del 3r batalló dels Royal Irish Rifles, el capità J. C. Bowen-Colthurst, va prendre Sheehy-Skeffington com a ostatge per a realitzar una sortida de fustigació. Sheehy-Skeffington es trobava amb les mans lligades a l'esquena, i Bowen-Colthurst va donar ordres de disparar al presoner si el seu grup era atacat. També va ordenar a Sheehy-Skeffington a realitzar les seves darreres oracions, en cas que hi hagués un tiroteig, i quan Sheehy-Skeffington s'hi negà, Bowen-Colthurst va pregar en nom seu. Bowen-Colthurst pertanyia a una família de militars angloirlandesa instal·lada al castell de Blarney, al comtat de Cork.

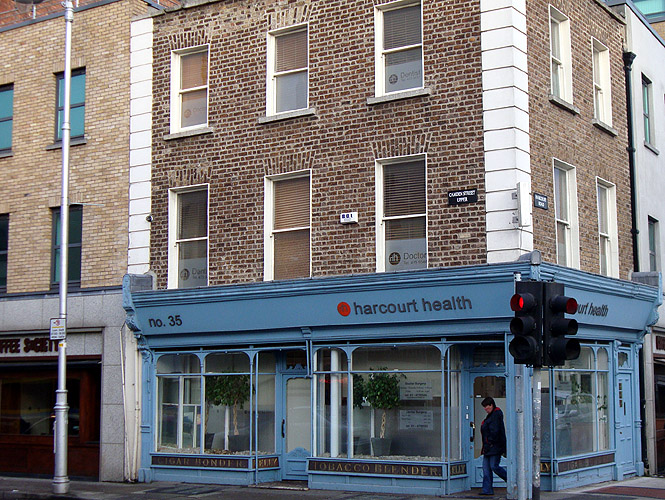
La botiga de Kelly's Corner

La partida, comandada per Bowen-Colthurst, va baixar per Rathmines road, on van interceptar a dos adolescents. Sota pretext de l'hora, i que l'establiment de la llei marcial li atorgava aquest dret, Bowen-Colthurst va disparar a un dels nois, que més tard moriria de les ferides. Skeffington ho va presenciar, fet que el va portar a protestar mentre el destacament seguia en ruta. Bowen-Colthurst, suposadament, li va dir: "Tu seràs el següent". El grup va seguir per Rathmines road, va creuar el pont de Portobello i va continuar, baixant per Camden street fins a la botiga d'Alderman James Kelly, a la cantonada de Harcourt Road, del qual deriva el nom "Kelly's Corner". Entenent Alderman (que era un conservador pro-britànic) com Alderman Thomas Kelly, els soldats van destruir la botiga (que també era la casa de Kelly) mitjançant granades de mà. Allí hi van capturar dues persones, que es trobaven a la botiga en aquell moment: Thomas Dickson i Patrick MacIntyre, tots dos periodistes pro-britànics.

#### Execució sumària
Aquella nit, Bowen-Colthurst va passar despert bona part de la nit, pregant i llegint la Bíblia, possiblement en un estat maníac. El matí següent, va ordenar que traguessin als dos periodistes i a Sheehy-Skeffington a un pati de les barraques i els va fer afusellar per una esquadra de set homes. Digué a un oficial subordinat que aquesta "era la millor mesura a prendre". L'escamot d'execució va abandonar el pati immediatament, però quan es va detectar moviment en la cama de Sheehy-Skeffington, Bowen-Colthurst va ordenar que se li tornés a realitzar una descàrrega, acció que va realitzar un altre grup de quatre soldats. Bowen-Colthurst va informar de l'acció al seu superior, el major Russborough, exposant que prenia absoluta responsabilitat de les seves ordres, i que "possiblement seria penjat per això".
El major dels Royal Munster Fusiliers, nascut a Dublín, Sir Francis Fletcher Vane, era el comandant en cap de la defensa de les barraques de Portobello, però no estava present quan es van realitzar les execucions. Més tard, aquell mateix matí, quan Vane va tornar d'una missió fora del recinte, va saber què havia passat per un tinent jove assignat a l'Army Service Corps, que estava estacionat a les barraques. Vane es va mostrar esgarrifat pels esdeveniments, i va anar directament a parlar amb el seu segon, el major Rosborough. Va dir a Rosborough que creia que Bowen-Colthurst estava mentalment degenerat. Aleshores, Rosborough va trucar a l'alt comandament britànic, al castell de Dublín, que li ordenà enterrar els cossos.
A Hanna Sheehy-Skeffington no li van parlar ni de la detenció del seu marit ni de la seva execució. Es va dedicar a buscar per tot Dublín (fins i tot va preguntar a les barraques de Portobello, amb les seves germanes), intentant esbrinar on era el seu marit, descobrint que havia estat assassinat quatre dies més tard de boca del capellà de les barraques.
En una entrevista amb Hayden Talbot, sis anys més tard de l'assassinat, Hanna va dir que el cos del seu marit "havia estat posat en un sac i enterrat als terrenys de les barraques. Les despulles van ser entregades al seu pare, sota condició que el funeral fos realitzat a primera hora del matí, i que jo no fos notificada. El pare del meu marit va consentir-ho a contractor, amb l'assegurança del general Maxwell que, si obeïa, hi hauria un judici i un càstic per l'assassinat." El nou enterrament va tenir lloc el 8 de maig al cementiri de Glasnevin.
Bowen-Colthurst, aleshores, va ordenar un escorcoll, sense ordre, a casa de Skeffington, esperant trobar evidències que l'incriminessin com un simpatitzant de l'enemic, però no va poder trobar aquest tipus d'evidència.

## Papers personals
Els papers personals de Francis Sheehy-Skeffington i la seva esposa, Hanna, van ser donats a la Biblioteca Nacional d'Irlanda. Detalls d'aquests papers poden ser consultats online.

## Obres
- Michael Davitt, revolutionary, agitator and labour leader, 1908 (accessible from Internet Archive).
- A forgotten small nationality : Ireland and the war, February 1916 (Internet Archive).
- A Forgotten Aspect of the University Question. Privately printed, Dublin 1901 (published with The Day of the Rabblement by James Joyce.)